# انباری (فیلم ۲۰۱۷)
انباری (به انگلیسی: The Vault) یک سینمایی دلهره‌آور و ترسناک آمریکایی محصول سال ۲۰۱۷ به کارگردانی دن بوش با بازی فرانچسکا ایستوود، تارین منینگ، اسکات هیز، کیوریانکا کیلچر، کلیفتن کالینز جونیور و جیمز فرانکو است. این فیلم در تاریخ ۱ سپتامبر ۲۰۱۷ منتشر شد.

## داستان
دو خواهر عجیب برای نجات برادر خود مجبور به سرقت از یک بانک می‌شوند. به نظر می‌رسد که این کار بدون دردسر پیش برود، اما زمانی که مدیر بانک آن‌ها را به زیر زمین هدایت می‌کند، همه چیز برایشان تغییر خواهد کرد و درگیر مسائل جدی و خشنی ناخواسته می‌شوند …